# 魔法戦争
『魔法戦争』（まほうせんそう）は、スズキヒサシによる日本のライトノベル。イラストは瑠奈璃亜が担当。MF文庫J（KADOKAWA メディアファクトリー）から2011年から2015年まで刊行された。2014年1月時点で文庫・コミックスを合わせたシリーズ累計発行部数は60万部を突破している。
メディアミックスとして、『月刊コミックジーン』（メディアファクトリー→KADOKAWA）にて伊吹有によるコミカライズが2013年5月号から2015年7月号まで連載された。また、テレビアニメが2014年1月から3月まで放送された。

## あらすじ
七瀬武は、過去にとある事故を起こしてしまったが、それ以外はクラスでも生真面目な生徒と見られている普通の高校生で、幼馴染の五十島くるみとはくるみの諸事情により偽の恋人関係を築いていた。だが、ある日武は部活の練習前に倒れている相羽六を発見する。そのあと六を保健室に連れていった武は六の勘違いにより六の魔法を受け魔法使いになってしまう。そこから武自身と周りの人間の運命は大きく変化していく。
物語は2015年から始まっており、話中で2016年になっている。それに合わせて登場人物も進級している。

## 登場人物
学年は2016年現在のもの。
作者によると、ウィザードブレス（すばる魔法学院）側の人物には数字が、トレイラー側の人物には動物が、それぞれ名前に入るようになっている。

### 主要人物
七瀬 武（ななせ たけし）
声 - 宮野真守
本作の主人公。高等科2年生。小学生のころから剣道をしており、桜谷高校では剣道部に所属していた。現在は剣道有段者。やや根暗な部分もあるが、基本的に真面目で思いやりのある性格。
幼馴染であるくるみとは、中2の頃からある事情で嘘の恋人関係を築いている。当初はくるみのことを異性として好意を抱いている描写は無かったが、その悲惨な経験を知っている者として、絶対に守りたいという感情はあり、月光に打ち負かされた上に彼女を連れ去られた後は、その無力感に打ちひしがれただけでなく、傷をおしてでも助けに行こうとしている。また、敵である狼神が、馴れ馴れしく「くるみ」と呼んだことに腹を立てたり、その直後から自分も名前で呼んだことからも、彼女を友達以上の存在と認識しているのは確かであり、六に嫉妬心を覚えさせる。
中2のときの夏休みに、くるみと恋人関係になったことで弟と言い合いになり、その時自分のせいで弟が事故に遭う。その後は家族関係が崩れ、母親以外とは会話をしておらず、母親とも事務的な会話しかしていない。そのため、出来るだけ家族とは接触しないように生活を送っており、剣道に専念することで、その孤独を紛らわすようにしていた。
部活の練習前に倒れている六を見つけて保健室に連れていった時に六が倒れそうになったため助けようとするが、うっかりキスをしてしまう。その時に意図的にしたものだと勘違いをした六が無意識に魔法を使ってしまったため魔法使いになってしまう。
その後、魔法使いになったためすばる魔法学院に転校する。寮生活によって家族から離れられたためもあり、学園生活を楽しむ。突然転校してきた月光から仲直りを切り出され、仲直りした気になっていたが、学院でペンドラゴン（その多くがトレイラーだった）による反乱が起きた際に本性を現した月光に敗北、くるみを連れ去られ、トワイライトも奪われる。
第二次魔法大戦が勃発し、月光によってくるみが連れ去られた後、気まずい関係になっていた元魔法使いの母・陽子から魔法の特訓を受けることになる。始めは辛辣な態度ばかり取られていたが、修行の中で陽子は自分の思い込みが間違っていたことに気付いた結果、泣きながら謝る彼女を許し、和解する。
母による特訓を終えた後、くるみの居場所の手がかりを探しに自宅に戻ると母を切った直後の月光に遭遇、そのまま戦闘になる。戦闘中にウィザードブレスとトレイラー双方が援軍に駆けつけ乱戦となったが、桃花とトレイラーの放った魔法により、月光と過去に飛ばされる（武が飛ばされたのは1998年）。
数々の戦いを経て、ついに月光と和解する。六とくるみのどちらを選ぶかはまだ決められないため、今後も二人との関係を継続することとなる。
系統魔法
回避魔法・直感回避（ストライクヴィジョン）。未来のことを直感で知ることができる魔法。
魔法粒子色素は紫。
化身
トワイライト
剣（ガンソード）。回避魔法の能力者の魔力を最大限、引き出そうとする。解除（リベレイト）を行うとカートリッジと引き鉄が現れ、特殊な弾に他人の魔力を込めて引き鉄を引くことで形態変化し、弾に込めた魔力を剣に宿すことができる。空の薬莢を使うとストライクヴィジョンが発動し、刃が鋭くなる。
使用者はナイトメアによって外れない予知夢を見ることができる。
前の持ち主は偉大なる十五人の魔法使いの一人である千木陽子（七瀬陽子）。
ver.ブラストフォッグ
伊田の魔法を弾丸にこめ、トワイライトを形態変化させた剣。剣自体が炎に変化している。
ver.ガンライトニング
六の魔法を弾丸にこめ、トワイライトを形態変化させた剣。稲妻の刃を持つ高電圧の剣。
永遠（とわ）
声 - 南里侑香
トワイライトが武の魔力を利用し、少女の形で実体化したもの。武が名前を与えてから、彼をトワイライトの持ち主として認める。
当初は自分は無私だといい、武から際限なく魔力を奪っていたが、彼を持ち主と認めてからは武のナイトメアの見過ぎによる疲労を気遣ったりしている。
その正体はソフィアの母であり、生前は神速魔法の使い手だった。
相羽 六（あいば むい）
声 - 東山奈央
本作のヒロインの一人。ウィザードブレスの中級魔法使いで、すばる魔法学院高等科2年生。何に対しても素直なストレートな性格。無茶なことでもやり通そうとする頑固な面もあるが、恋愛面では意識すると急に弱気になる奥手なタイプ。小柄ではあるが更衣室でくるみが驚愕するほどナイスバディ、いわゆるトランジスターグラマーな女性。
両親は共に魔法使いで、第一次魔法大戦で戦死。兄と共に子供の頃から学院の寮で暮らしていたためブラコンの気がある。密かに武を想っている。
兄を助けるために現存世界を探索していたが、力尽きて倒れていたところを武に見つけられ、保健室に連れて行かれる。その時事故で武とキスをしてしまい、初めてだったショックから彼に魔法を撃ったため、武を魔法使いにしてしまう。その後の騒動でくるみと一三も魔法使いとなってしまったため、彼らをすばる魔法学院へと案内する。
学院では当初は選抜のSクラスに所属していたが、武たちの転入と共にCクラスに降格。元々友達が少なかった上に当時は兄がゴーストトレイラーに掌握されて敵対していたため、他の生徒たちからは陰口を叩かれる。武とくるみの嘘の恋人関係であることを知らなかったため、当初は武に想いを伝える前に失恋したと勘違いしてしまう。このため武の恋人と勘違いしたくるみに武とのキスを謝罪するなど真摯な姿勢をとるが、これが三人を巡る三角関係に発展することになる。
系統魔法
神速魔法・銃器雷撃（ガンライトニング）。発射する銃弾に電気をまとわせる魔法。
魔法粒子色素は黄色。
化身
アーサー
銃。初等科六年から使用している。命名は兄の十。旋棍や長銃に変形できる。旋棍は近距離格闘戦に特化しており、攻防一体、射撃も可能。長銃は長距離戦闘用、チャージすることによって非常に強い一撃を放つことが可能。
五十島 くるみ（いそしま くるみ）
声 - 瀬戸麻沙美
本作のヒロインの一人。武と同じくすばる魔法学院の高等科2年生。桜谷高校では武とは別のクラスだった。武の家の隣の「五十島屋敷」と呼ばれる屋敷に住む幼馴染で、お金持ちのお嬢様でもある。家族は海外で別居しており、住んでいる屋敷には家政婦が一人いるのみである。桜谷高校では剣道部のマネージャーを務めていた。武と同時期に、すばる魔法学院に転校する。
容姿端麗でスタイルも良いが胸だけはささやかであるため本人も気にしていたが、生物魔法・年齢変化の影響を受けると制服のボタンは外れるほどの巨乳となる大人バージョンになれる。大人バージョンになると圧倒的な露出度や妖艶な雰囲気になり周囲に見せられない状態になるため武からは胸が控えめになる子供バージョンで魔法の特訓をするよう懇願されている。
過去のトラウマが原因で性格に難があり、人付き合いは苦手。ある理由から、武と擬似恋人関係になっているが、彼女は本気で武のことが好きであり、武自身も少なからず彼女のことを想っている。極度の男性不信および男性恐怖症で、唯一の例外である武以外の男は全員が滅んでしまえば良いとさえ思っている程で、高校時代に男子から告白されても、全てそれをキツく拒絶している。魔法使いになった当初は、六のことを嫉妬心から毛嫌いしていたが、2巻では武と共に六を助けにきており、徐々にではあるが良好な関係を築いている。
小学校時代、金持ちで尊大な態度が原因で、同学年の間では孤立していたが、武だけは自身を見捨てず側にいてくれていたため、彼に対して強い依存心と恋心を抱くようになる。中学2年のころ、ストーカーに狙われて誘拐されたことがあり、何とか自力で脱出し、ストーカーも逮捕されて助かったものの、この件は重いトラウマになり、武に守ってもらうべく、擬似恋人関係を築くに至っている。しかし、それが原因で、自らに好意を寄せていた月光の暴走や事故を招いてしまっている。
武に一途に思いを寄せる一方、月光の自身に対する好意には興味がなく、また彼が兄の武への対抗心から自身を奪おうとしている本質も見抜き、指摘している。そのことに逆上されて暴力を受けた後は、かつて自身をつけ狙ったストーカーと同一視する程の生理的嫌悪感や恐怖心を抱くようになっている。
系統魔法
生物魔法・年齢変化（メタモルフォシス）。体の年齢を変えられる魔法。体の一部のみを変えることも可能。キスした相手に変身する能力もある。
魔法粒子色素はピンク色。
化身は蝶柄のリップクリーム。元々はくるみが愛用していたリップクリームで、武からもらった物である。
伊田 一三（いだ かずみ）
声 - 鈴村健一
武のクラスメイト。不良学生であるが、武のことは一目置いて見守ってくれる少年。学校に現れた熊谷蛍と遭遇、彼女に一方的に攻撃されたことによって自身も炎を噴きだす破壊魔法に目覚める。しかし、自分の魔法をコントロールできず焦っている（蛍はこの戦闘の最中に転倒して気絶。その後、一三に担ぎ上げられて狼神のもとに運ばれてきた）。このコントロールの悪さが災いし、春休みには妹の二葉まで魔法使いにしてしまう。
2巻では武やくるみと共に、十によって窮地に立たされた六を助けにきた。またこの時の戦闘で、武に自分の魔力を託して十を撃退させている。
武との出会いは、二葉を危険走行する自転車から守ってくれたことがきっかけである。
系統魔法
破壊魔法・爆炎魔法（ブラストフォッグ）
しゃれこうべのついた銀の指輪を化身として使っている。

### ウィザードブレス
相羽 十（あいば つがなし）
声 - 森川智之 / 山谷祥生（幼少期）
六の兄。ウィザードブレスの中級魔法使いだったが、記憶を改竄されてゴーストトレイラーに加わる。武や一三、六と幾度となく戦うが、最終的に六の奮闘で学院に連れ戻されて記憶を取り戻す。
以降は六とも兄妹の関係に戻り、また彼女が気にかけている武に対しても年長者として世話を焼いてくれている。
ウィザードブレスでは防衛局統合軍司令部士官部隊特殊戦闘班に所属しており、階級は中尉。
系統魔法
破壊魔法・氷結魔法（イヴルアイス）。
魔法粒子色素は水色。
化身は白い手袋。妹の六から誕生日に贈ってもらった物である。
化身ではないが、父の形見であるサーベル（名はランスロット）も使う。
ギリアム・ワイズマン
声 - 坂口候一
ウィザードブレスの評議会メンバーの1人。最上級魔法使いで、C7の創設者の一人、元十五人の偉大なる魔法使い。ギフトをかけた張本人。系統魔法を二つ持つ人物。
第二次魔法大戦勃発の七日前に鷲津吉平に殺害される。満67歳没。
系統魔法
生物魔法・魔法士殺し（ウィザードスレイヤー）と特異魔法。相手の魔力を吸い取る魔法。
化身は杖に偽装した細剣（レイピア）。魔法粒子色素は黒。
三崎 蓮丈（みさき れんじょう）
特魔機関、機関長代理で実質的なトップ。監査局の内部調査に関わる部署の主査だったことがある。
ユーグ・ブレイブの依頼でブレイブ家を襲撃、アルゴンを殺害しヘイルに重傷を負わせる。
系統魔法
生物魔法・死体傀儡師（キリングドール）。死体を操る魔法。

サミュエル・ヴァーレンドルフ
ウィザードブレスの評議会メンバーの1人で伯爵。外務局長。『悪魔崇拝者（サタニスト）』、ドラキュラ伯爵の子孫』とも呼ばれる。本人いわく「独身で金持ちでモテる」。評議会に入っているのは本人の意志ではなく、同じ地位にあった祖父、ヨシュア・ヴァーレンドルフに呪いをかけられたため。
アリア・トゥエルフス
ウィザードブレスの評議会メンバーで唯一の女性。ドイツ支部（もしくは欧州支部）の支部長。通称「銀錫杖のアリアンロッド」。トゥエルフス家はヨーロッパでも特に古い魔法貴族の一族で人間社会にも影響力を持っているため、その血統から中級魔法使いながら高い地位にいる。
系統魔法
神速魔法。化身は錫杖
千霧 宗陽（せんぎり むねはる）
ウィザードブレスの評議会メンバーの1人。第七軍の軍団長。「霧の軍団長」の異名を持つ。現存世界では神社の神主をしている。
系統魔法
生物魔法・地走兵器（アーミーアント）。自分の魔力を完璧に操り、粒子で造り出した数万匹の蟻を1匹ごとに操作できる。魔法粒子色素はアクアマリン。
ヴァレリー・アモソフ
ウィザードブレスの評議会メンバーの1人で最上級魔法使い。特魔機関の上層部である監査局の局長。70近いの白髪の男性。世界に常に使っているだけで6つの住居を持っており、ロシアの国立図書館の上の空間はその一つ。
系統魔法
破壊魔法・神の手（ゴッドビルダー）物体を造り変える魔法。構築魔法とも呼ばれる。捕らえたトレイラーの人間を醜い生き物に変え、魔法生物として殺害させていた。化身は指輪。
ロズニー・ファースト
ウィザードブレスの評議会メンバーの一人。
系統魔法
生物魔法・怪物部分変化（モンスターフレイク）。化身は銀のコイン。
レジー・オッド
ウィザードブレスの評議会メンバーの一人。通称「不死身の聖職者」。
相羽 零（あいば れい）
相羽兄妹の父。十五人の偉大なる魔法使いの一人。龍泉寺和馬が無間消滅を使った際に死亡している。特異魔法を使う。
系統魔法
破壊魔法・氷結魔法（イヴルアイス）。
特異魔法・幽閉氷雪。

#### すばる魔法学院
四条 桃花（しじょう ももか）
声 - 高橋美佳子
すばる魔法学院の学院長。学院長の肩書が似合わない少女。しかしウィザードブレスの最上級魔法使いである。
十五人の偉大なる魔法使いの一人で第一次魔法大戦にも参加していた（1998年当時は初等科6年生）。鷲津吉平とは浅からぬ縁があり、十の奪還作戦では重傷を負うも辛くも退けている。
学園では、同僚で友人の七海に度々セクハラを受けているが、内心それほど嫌がってはいない様子。
系統魔法
闇黒魔法・空間離脱（ブラックドア）。空間をねじ曲げ、別の空間とつなげる魔法。
特異魔法・光速分断（バースドア）。異世界である崩壊世界を作った魔法。
魔法粒子色素は黒。化身は鉛筆。鉛筆にはキャップをはめているが、このキャップは魔鍛造で作られており、解除するとコンパス形の短槍になる。
一氏 誠（ひとうじ まこと）
声 - 山口隆行
くるみを学院につれてきた人物。武たち高等科1年Cクラスの担任。自身の系統魔法を使って生徒の心を読んでいるため、彼の授業では居眠りはおろか他のことを考えるのもままならない。彼の系統魔法の授業は、内容を聞いた陽子に酷評されている。
彼は日常的に系統魔法を使うため、縛魔法によって魔法が使えなくなったときは家からでられなくなった。
系統魔法
回避魔法・読心回避（マインドサイト）。相手の心を読む魔法。
魔法粒子色素は薄緑。銃を化身としている。
兵頭 七海（ひょうどう ななみ）
声 - 恒松あゆみ
保健と生物魔法の教師を兼ねている。学院長のファン。化身は青い星型のペンダント。魔法粒子色素はマリンブルー。
おやっさん
声 - 白熊寛嗣
苗字は加藤だが名前は不明。売店の店主で、武の化身選びを手伝う。既婚者であり、妻も売店で働いている。六のアーサーのカスタマイズをしている。
伊田 二葉（いだ ふたば）
声 - 藤田茜
一三の妹。最近、反抗期らしい。
春休み中、一三のミスで魔法使いになってしまい、新学期にすばる魔法学院の初等科3年に転入する。
その能力から第二次魔法大戦の開戦直後、ウィザードブレスの監査局を名乗る者達に拉致されてしまう。
系統魔法
特異魔法・魔法士殺し（ウィザードスレイヤー）。相手から魔法を奪い、自分の能力として使える魔法。ワイズマン亡き今、彼女が唯一の能力者である。
化身は玩具の杖。
ヴァイオレット・ノース
英語教師。詳細はゴーストトレイラーのヴァイオレット・ノースを参照。

### ビショップ・オブ・ザ・キャメロット
妃 えな（きさき えな）
声 - M・A・O
十の元カノ。すばる魔法学院では高等科四年の選抜クラスに在籍していた。学院では十に次ぐ破壊魔法の使い手。
十の彼女だったが、彼がトレイラーに連れ去られたときに、変わってしまった彼に会うのを怖がり、六の誘いを断ってしまう。そのことから、彼を助けに行かなかった自分を責め、恋人同士には戻っておらず、微妙な関係になっている。
系統魔法
破壊魔法・風雨操作（リングサイクロン）。風雨を操る魔法。化身は日傘。
魔法粒子色素はミッドナイトブルー。
相羽 つばき（あいば つばき）
相羽兄妹の母。十五人の偉大なる魔法使いの一人。フェニックス財団のシークレットメンバーにして主要メンバーでもある。六を産んだ後、病死する。

### フェニックス財団
アルゴン・ブレイブ
フェニックス財団の会長。人間社会では軍事産業の有名企業の社長をしている。ソフィアの祖父。
系統魔法
回避魔法・迂回回避（バニッシュクラウド）。化身は杖。
ヘイル・ブレイブ
ソフィアの父。アルゴンの実子ではなく婿養子。元十五人の偉大なる魔法使い。
系統魔法
回避魔法・運回避（ラッキーカース）。他人、もしくは自分の運を操る。化身は剣。
ソフィア・ブレイブ
アルゴンの孫でヘイル、トワイライトの永遠との間の子。武が過去に飛ばされた時、行動を共にする。
系統魔法
回避魔法・分析回避（マジカルアナリシス）。化身は金槌（ハンマー）。魔法粒子色素は黄色。

### ゴーストトレイラー
狼神 鷹雄（おいがみ たかお）
声 - 福山潤
六を追って現存世界に出現した魔法使いの1人で、自分と同じく剣を使う武をつけ狙って襲撃する。その戦闘で武と六の連携により敗北、学院に拘束されている。その後、記憶が改竄されて学園の生徒となっていたが、系統魔法の性質上、魔法が効きにくい体質のため、偶然出会ったくるみとの会話で若干の記憶を取り戻す。最終的に同じく記憶を書き換えられていた蛍と共に、人質交換という形で鷲津のもとに帰還する。
性格的に粗暴で好戦的ではあるが、むやみに不要な暴力を振るう人間ではないらしく、記憶を失った状態で武やくるみと接触した際には冷静に状況把握に徹していた。普段は魔法の鍛錬だけでなく勉学にも励んでおり図書室などにも顔を出している。くるみが武と六の関係を邪推して泣いていた際には彼女の涙に気付き慰めようと彼なりに努力している。
新たにトレイラーのメンバーとなった月光に対しては、彼の自己中心的な振る舞いやくるみへの異常なまでの執着心から、義憤を覚えてしまうまでに嫌悪している。そのため、第二次魔法大戦の開戦後、月光に対し心底から怯えきっているくるみに憐れみを覚え、蛍と共に彼女が脱出できるよう手助けする。
系統魔法
回避魔法・迂回回避（バニッシュクラウド）。受けた魔法をねじ曲げ、別の方向に飛ばす魔法。ほとんどの攻撃が当たらない。
片手半剣（バスターソード）を化身としてつかう。
魔法粒子色素は白。
熊谷 蛍（くまがい ほたる）
声 - 藤田咲
武と六が初めて出会った日に、十や狼神と共に追跡してきた魔法使いの1人。
武と六、新たに標的となったくるみを追撃中に、補習のために登校していた一三と遭遇。男と間違えられ、一方的に戦闘を仕掛けるも、逆に彼を魔法使いに目覚めさせてしまった挙句、自爆して気絶させられる。その後、狼神と共に学院に拘束される。
新たにトレイラーのメンバーとなった月光に対しては、その身勝手な振る舞いからも、狼神と同様に嫌悪しており、「最低最悪ゲス野郎」とまで評している。容姿端麗なくるみには若干嫉妬を覚えているものの、第二次魔法大戦の開戦後、月光に対し心底から怯えきっている彼女に憐れみを覚え、狼神と共に彼女が脱出できるよう手助けする。
後に武たちに協力したのが発覚してしまい、罰として「ゴキブリだらけの棺桶に閉じ留められ体を噛みちぎられる」という幻覚により心が壊れてしまう。武たちによって保護された際も心が壊れたままであったが、最終的には笑顔を取り戻す。
系統魔法
幻術魔法・記憶改竄（サイレントスクリーン）。
魔法粒子色素は緑。注射器（名はちゅーくん）を化身として使う。
牛若 天道（うしわか てんどう）
声 - 増田俊樹
武と六が初めて出会った日に、十や狼神と共に追跡してきた魔法使いの1人。虫を操る。現存世界で系統魔法を使用し、他人を傷つけたためギフトにより魔力を失い、学院に拘束される。
原作および漫画版では生物魔法を使うくるみに目を付けた時は、自分の恋人として記憶処理を施してもらおうと考える。アニメ版では、くるみの生物魔法を目撃する前に魔力を失ってしまう。
系統魔法
生物魔法・虫継承（ワームサクシード）。虫を操って、攻撃や索敵を行う。
魔法粒子色素は赤。
七瀬 月光（ななせ げっこう）
声 - 岡本信彦
武の年子の弟。区立中学に通う3年生だったが、魔法使いになったためすばる魔法学院に入学する。兄に対し異常なまでの敵愾心を抱いており、武の家族関係を破綻させる原因を作った張本人でもある。剣道の才能は兄よりも上だった。
以前は少し大人しかったが、自己主張が激しく自己中心的で、思い込みの激しい性格をしており、兄とは正反対である。一度キレると暴力的な言動や行為も辞さない危険な面を持っている。くるみに好意を寄せているが、当人からは本当に自分が好きではなく、武のものである自分を彼から奪い取りたいだけだと評され、拒絶されている。
武がストーカー被害に遭っていたくるみに頼まれて擬似恋人関係を築いていたのを、彼が無理矢理くるみに言い寄って恋人にしたと邪推。ろくに言い分も聞かずに一方的に武に詰め寄り、言い争いになった結果、事故によって剣道の出来ない身体になってしまい、以降は武のことを激しく逆恨みし、家族も武を無視するようになる。
くるみの後を追って崩壊世界への鏡を通り抜け、魔法使いになるが、どういう訳かトレイラーの一員となっており、鷲津と共に行動している。魔法という力を手に入れた結果、武に対する憎しみやくるみへの執着心を暴走させ、精神も破綻に近い形で完全に歪んでしまう。武を苦しめて喜びを感じることでしか、魔法を使おうとしない等、魔法の使い道に関しても武と対照的にあまりにも独善的で、トレイラーの思想に共感も示さないため、狼神や蛍からは嫌われている。
後にトワイライトを自分用に「改造」し、現存世界の自宅へと戻るが、陽子から数年前の事故を仕組んだのが自身とビショップで、突き飛ばしたと思っていた武は操られていただけだったという事実を聞かされ逆上。陽子に瀕死の重傷を負わせた後、自暴自棄になって武と激突。トレイラーやウィザードブレスも交えて乱戦に陥る中、武を不意打ちしようとしたが、誤って武を庇ったくるみを斬ってしまい、怒りで我を失った武と攻防戦を繰り広げる中、桃花とトレイラーが互いに放った魔法の閃光に巻き込まれ、1997年に飛ばされる。
数々の戦いの後、ついに武と和解し、まともな兄弟に戻る。
陽子によると、武が夫に似ているのに対し、彼は陽子に似ているらしい。
名前の由来はヤモリ（Gekko）。
系統魔法
神速魔法・天使殺し（エンジェルハント）。自分の体を好きな場所に瞬間移動できる物体制御魔法。
化身は長剣（サマー）を使っていたが、武から奪ってからはトワイライトを改造して使っている。魔法粒子色素は白。
鷲津 吉平（わしづ きっぺい）
声 - 中井和哉
ゴーストトレイラーの幹部である五格の1人。十との戦闘後に武たちの前に姿を現す。
和馬の学生時代からの親友で、トレイラーにおいても古参の強大な魔法使い。第一次魔法大戦（1998年当時高等科1年生）でもトレイラーの一員として従軍し、ウィザードブレスの多くの魔法使いを殺害する。その後、陽子の息子である武の前に度々現れてはトレイラーに勧誘しようとする。
系統魔法
破壊魔法・固質無形（アビスマーキュリー）。見ただけで固体を液体に変えられる魔法。
魔法粒子色素は赤。化身は眼鏡。
龍泉寺 和馬（りゅうせんじ かずま）
声 - 浪川大輔
ゴーストトレイラーのリーダー。崩壊世界ができるきっかけとなった人物。第一次魔法大戦の終局で敗北し、眠りについていたが、17年の時を経て再び覚醒。本格的に始動したゴーストトレイラーを率いて第二次魔法大戦を勃発させる。
過去にウィザードブレスに両親を人質に取られて、ウィザードブレスに入るよう脅迫されたことがあり、自身が拒否したことで、両親は殺されてしまった。その翌月に特魔機関に侵入、そのビルにいた58人全員を消滅させる。
系統魔法
化身は指揮棒（タクト）。
闇黒魔法・消滅魔法（レクイエム）。どんな物でも消滅させられる魔法。
特異魔法・無間消滅（ラストレクイエム）。世界から人間だけを消し去る魔法。使用後は制約として17年間眠っていた。
魔法粒子色素は濃茶色。
ヴァイオレット・ノース
声 - 田中敦子
系統魔法は幻術魔法と回避魔法。系統魔法を二つ使える極めて稀な魔法使い。表向きはすばる魔法学院の英語教師を務めている美貌の女性だが、裏の顔はゴーストトレイラーの幹部『五格』。魔法祭で占いをしている。
系統魔法
化身はトランプ。
幻術魔法・ブラックジャック。トラッキングカードと呼ばれる、トランプのAから10を体に入れると、入れた人物を監視できる。最も強いスペードのAであれば位置確認、心拍数、体温、さらには固定角度からの映像確認と盗聴ができる。トランプを入れられた物は小さなほくろができる。
J、Q、Kとジョーカーは人形として出現させることができる。
回避魔法・確率回避（プロバビリティレイン）。未来を確率的に占う魔法。的中率は97%。
犀川 洋平（さいかわ ようへい）
トレイラーの魔法使い。ヴァイオレット・ノース直属の部下の一人。
　系統魔法
神速魔法。

狐塚 葵（こづか あおい）
トレイラーの魔法使い。ヴァイオレット・ノース直属の部下の一人。
　系統魔法
闇黒魔法。
化身は銀の鈴のついたスプーン。
鴨志田 稔（かもしだ みのる）
トレイラーの魔法使い。ヴァイオレット・ノース直属の部下の一人。
化身はレゴブロック
竜胆 章（りんどう あきら）
ゴーストトレイラーの五格。魔法貴族の名門、竜胆家の若き当主。元偉大なる十五人の魔法使いでもある。吉平の古くからの友人。崩壊世界の家をトレイラーの拠点として提供している。
妻帯者で、現存世界に五歳の娘がいる。趣味は釣り。
化身は釣り竿。
蛭前 唯雪（ひるぜん ただゆき）
ゴーストトレイラーの五格。安藤象山の提案した五格候補だった。
現存世界では東京大学に通っている。月光には『若いのにお爺さんみたいな人』といわれている。
系統魔法
回避魔法・擬態回避（トリニティミミック）。
化身は長剣「百人隊長（ケントウリオ）」。
山鼠 灯桜（やまね ひろ）
トレイラーの魔法使いで五格。月光と同い年。ウィザードブレスによって現存世界の精神病棟に監禁され、薬漬けの毎日を送っていたのを吉平が助け出し、五格になるべく育てられた。前髪が長い上にいつも下を向いているため分かりにくいが、実はかなりの美少女。化身はペンチ。
藤川 月臣（ふじかわ つきおみ）
声 - 前田剛
ゴーストトレイラーの魔法使いで、すばる魔法学院在籍時には竜泉寺和馬や鷲津吉平とは親友同士だった。トワイライトの前所有者。
千木陽子（後の七瀬陽子）に思いを寄せており、第一次魔法大戦で和馬たちを裏切って和馬の魔法攻撃から陽子をかばって死亡する。
鷲津 恒彦（わしづ つねひこ）
吉平の弟。トレイラーの魔法使いで元百格。戦闘中にワイズマンに魔力を吸収され、その後自殺する。
系統魔法
闇黒魔法。化身はガラス瓶。魔法粒子色素はライトブラウン。
安藤 象山（あんどう しょうざん）
トレイラーの魔法使いで元五格。現存世界では大学病院に勤務する外科医。死亡した五格であるスレイス教授とウィーゼルの後任を決める際に、月光に殺される。
マシュリー・スレイス
トレイラーの魔法使いで元五格。スレイス教授と呼ばれていた。心筋梗塞で死亡する。愛人が三人いた。
ザック・ウィーゼル
トレイラーの魔法使いで元五格。去年の春、三鷹での戦闘により死亡。
レニ・アルバトロス
トレイラーの魔法使いで元五格。ウィザードブレスによって魔力を奪われた父親の復讐のために大学を辞めてトレイラーに参加。物体を選り分ける魔法を使えたため和馬が無間消滅を使った際、魔法使いと人間を選り分ける作業を担当する。
水門 蝶子（みなと ちょうこ）
トレイラーの魔法使いで百格。
系統魔法
闇黒魔法・賭博銀行（バンクカジノ）。何でも預け入れることができる銀行。
化身は通帳。

### その他のコミュニティ
熊谷 蜻（くまがい せい）
ブラッディ・ノーブル・アソシエイト所属。
　系統魔法
幻術魔法・記憶改竄（サイレントスクリーン）。

### 現存世界の人物
七瀬 陽子（ななせ ようこ）
声 - 七瀬亜深
七瀬兄弟の母親。元々武よりも才能のある月光の方に愛情を注いでいた節があり、月光の事故以来、武に関して無関心となる。一応会話だけはしていたが、それも事務的なものでしかない。
実は元・魔法使いであり、旧姓は千木 陽子（ちぎ ようこ）。それも「十五人の偉大なる魔法使い」の一人であったが、現在は魔法使いの力を失っている。和馬や吉平、月臣の魔法の師でもあった。月光を含むトレイラーによる魔法学院への襲撃後、武の回避魔法の訓練役を任されることになり、最初は拒絶していたが、旧知の仲であるビショップからの伝聞を読んだ結果、渋々と引き受けることになる。
過去に武に関するナイトメアを見ており、その後事故によって月光が剣道の出来ない身体になってからは、武に対して辛辣な態度を取り続ける。しかし、実はその事故は陽子とビショップが、災いとなりうる二人を抹殺するために仕組んだものであった。月光にぶつかった車の人間は、ビショップによって魔法で操られ、月光を突き飛ばしたと思われていた武は、（武が魔法使いに覚醒するのを防ぐため）陽子によって魔法とは異なる手段で洗脳されていた。結果的に目論みは失敗し、月光が二度と剣道の出来ない身体になってしまった結果、陽子はそれ以上彼を傷つけることは出来なくなる（アニメ版の方では、訓練は厳しく接しているが、原作版のように辛辣な態度は取っていない様子。武が魔法学院に転校する時も荷造りを手伝ったり、現存世界に魔法使いが現れた時に武を心配したりしていた）。
後にビショップから、崩壊世界に訪れた月光の暴走等に関して教えられたことで、武の未来だと思っていたナイトメアが本当は月光のものであることに気付き、今更ながらも武に対ししてきた仕打ちを後悔。ビショップに渡された生命力を対価とする指輪を使うのを覚悟で、武への訓練を引き受けている。その後、泣きながら武に謝罪し、和解することになる。
武の修行を終えてからの帰還後、自宅に戻ってきた月光に、彼と武が巻き込まれた事故の真実を語り、何とか月光を止めようとしたが、自暴自棄になった彼によって瀕死の重傷を負わされる。しかし、和馬の治癒魔法によって、一命は取り留めている。
系統魔法
回避魔法・支配回避。ギアスなどで相手を支配できる。
魔法粒子色素は武のそれより薄い紫。
武の父親
七瀬兄弟の父親。仕事で遅くになるまで帰ってこない。月光の事故以来、武に関して無関心となる。

### その他のキャラクター
マホコ
声 - 東山奈央
アニメ版の次回予告を担当するキャラクター。魔法祭で占いコーナーを開設している。

## コミュニティ
魔法使いの集まり。合計して50以上ある。

### C7（セブンス・コミュニティ）
魔法使いが所属するコミュニティを代表する7つのコミュニティ。国際魔法士協会の中で議決権をもつ。
ウイザードブレス
もっともトレイラーを敵視している武闘派のコミュニティ。歴史が最も古く、人間と魔法使いの共存を目的としている。表向きは清廉な組織として秩序の維持をはじめ、あらゆることで世界に貢献している。
裏では過去にウィザードブレス以外の魔法使いを迫害、現在でも非人道的な手段を駆使して優秀な魔法使いにウイザードブレスへの加入を強いるなど蛮行を繰り返している。圧倒的な権力と暴力を所有しているため裁定権も思いのままであるため誰も罰することができず、実は大半の悪事への関与も指摘されている。ウイザードブレスの本性に気付いた魔法使いはトレイラーとして活動する者が多く、和馬もその一人。
紋章は五つ星。所属する人物は名前に数字が入っている。評議会メンバーと呼ばれる6人の最上級魔法使いがトップである。
エクリプス
紋章は月。トレイラーと敵対している。
クラブ・オズ
エンシェント・ペンドラゴン
魔法貴族しか入れないコミュニティ。紋章は赤い竜。現存世界のイギリス、ダートムーアの城が本部である。単にペンドラゴンとも言う。
スプリガン
ビショップ・オブ・ザ・キャメロット
女性のみのコミュニティ。単にキャメロットとも言う。リーダーは元十五人の偉大なる魔法使いのビショップ。第二次魔法大戦勃発時にはウィザードブレスと共闘して、魔法学園を襲撃したトレイラーに対抗した。また、傷付いた武を現存世界に所有する医療施設に収容している。
紋章は十字に交差した戦棍（メイス）。
フェニックス財団
新興コミュニティである上、トップが人間社会では軍事産業の有名企業の会長であるといった理由で、人間社会と魔法使い社会の両方で嫌われている。そのため、会員はその素性を隠していることが多い。さらに普通の会員の他にも秘密の会員がいるという謎の多いコミュニティ。文書通りなら在籍者数は五万五千人にのぼる。C7になるために金を積んだと言われている。
会長のアルゴン・ブレイブのブレイブ一族が強い力を持つ。

### その他のコミュニティ
ゴーストトレイラー
魔法使いが人間を支配することを目的としているコミュニティ。「 亡霊の先導者たち」にゴーストトレイラーとルビを振ることもある。単にトレイラーとも言う。
魔力の強奪や他のコミュニティの壊滅を行っている。
本来はウィザードブレスを拒んだ竜泉寺 和馬が同志達と共に結成した派閥だが、後に強大な勢力となって第一次魔法大戦を引き起こした。格というシステムがあり、首領である一格の和馬を5人の最上級魔法使いで構成される五格が補佐している。その下に十格と百格がある。
所属する人物は名前に動物の漢字が入っている。紋章は棺に百合。

## 魔法

### 系統魔法
魔法使いが使用する6種類の魔法。さらに、この6つに属さない特異魔法というものが存在する。
原則として一人につき系統魔法は一つだが、稀に二つ持つ者も存在する。その場合本来の系統魔法の発展系として特異魔法を持つことが多い模様（例 龍泉寺和馬）。
回避魔法
攻撃魔法や危険を回避・防御する補助魔法。二番目にコントロールが難しい。
幻術魔法
敵に幻術をかける攻撃魔法。二番目に使用者が多い。
破壊魔法
多くの魔力を消費する強力な攻撃魔法。最もコントロールが難しい。
闇黒魔法
空間に直接的に干渉できる魔法。
神速魔法
身体の一部、もしくは武器にかける補助魔法、攻撃魔法。
生物魔法
生物を使った攻撃魔法と補助魔法。使用者が最も多い魔法。最もコントロールしやすい。
特異魔法
どの系統にも属さない特殊な魔法。

### 基本魔法
フロート
重力を軽減する魔法。
プロテクション
防護魔法。 魔法の粒子で自分を覆い、防御する。
フリック
魔法の粒子で物体を弾き飛ばす魔法。
レック
魔法の粒子で物体を破壊する魔法。
ショット
射撃魔法
リインフォース
増強魔法
コンセントレイション
集中の効果をもたらす魔法。
ドライブ
基本魔法で自分にかける防御、強化、集中（プロテクション、リインフォース、コンセントレイション）の三種を合わせた魔法。

### 解除（リベレイト）
中級魔法以上のの系統魔法を使う際に唱える呪文。魔力を解放することによって系統魔法を使った時に疲れにくくする。通常五分以上系統魔法を使う時に発動する。

### 化身（アスペクト）
魔法使いが魔法を使用するために媒介とする道具。神速魔法、回避魔法なら武器、という風に系統魔法ごとに傾向がある。

### 魔鍛造
魔剣や魔具を造ること。魔法と物質の融合を可能にし、通常より多い魔力を込めることができるようにする。魂を使うことで魔鍛造ができる。 魔法陣を描く必要がある。

## 用語

### 現存世界と崩壊世界
第一次魔法大戦で竜泉寺和馬が無間消滅を使った際、他の魔法使いが世界（正確には時間軸）を二つに割り、一方の世界の人類は絶滅し、もう一方の世界は無事だった。人類が絶滅した方の世界を崩壊世界、無事だった方を現存世界と呼ぶ。
崩壊世界は魔法で無理やりつくったため、その名の通り崩壊しており、現在は東京のみが残っている。

### 第一次魔法大戦
1999年に起きたトレイラー側とコミュニティ側の大規模な戦争。龍泉寺和馬による無間消滅の発動と、それに対する時間軸の分離によりトレイラー側の敗北で終わった。

### 第二次魔法大戦
2016年6月15日に起きた大規模戦争。17年の時を経て目覚めた龍泉寺和馬がトレイラーに攻撃を命令して始まった。その7日前にワイズマンが殺害されてギフトが消滅し、現存世界でも戦闘が行われている。

### ギフト
現存世界では系統魔法を使って魔法使いを攻撃することができない、という制約。もし攻撃した場合、魔力を吸い取られ魔法使いではなくなる。ウィザードブレスのワイズマンがかけた魔法であり、吸い取られた魔力は全て彼の物になっている。鷲津吉平によってワイズマンが殺害されたため消滅した。

### 十五人の偉大なる魔法使い
偉大なる十五人の魔法使いとも呼ばれており、表記揺れが激しい。第一次魔法大戦で活躍した15人の魔法使い。現在判明しているのは四条桃花、千木陽子、ギリアム・ワイズマン、竜胆章、ビショップ、ヘイル・ブレイブ、バスティ・ボトル、相羽零、相羽つばき、白雪かなで、仙道大地、フリッツ・ロンバルティ、ネイビー・ノース、リアン・ホワイトの14人。

### 都立桜谷高校
東京にある公立高校。武やくるみ、伊田一三が通っていた

### すばる魔法学院
四条桃花が学院長を務める崩壊世界の学校。三学期制で日本の学校に近い。全寮制で、生徒は男子はアイビー寮、女子はメイプル寮で生活する。初等科1年から高等科5年まであり、成績によって選抜クラス、Aクラス、Bクラス、Cクラスに分けられる。
学校自体は中立だが、学院長である四条桃花や理事はウィザードブレスに所属しており、やや反トレイラーに偏っている。
試験等の行事は以下の通り。
5月 クラス対抗魔法戦。学年ごとに実施。
10月 魔法祭。文化祭的な行事。
11月末 系統魔法一斉試験（通称ケーイチ試験）。系統魔法別、学年無差別で行われる。
1月末 班別雪上魔法戦。イベント色が強く、3人1班のトーナメント戦。
現存世界では昴星学院という栃木県にある学校を装っている。しかし、新入生を募集しない、校舎が見えなくなることがある（山にしか見えない）、やけに静かであるなど、不自然な点が多い。第一次魔法大戦以前は東京魔法学院という名前だった。

## 既刊一覧

### 小説
- スズキヒサシ（著）・瑠奈璃亜（イラスト） 『魔法戦争』 メディアファクトリー→KADOKAWA〈MF文庫J〉、全12巻
  1. 2011年11月25日発売[5]、ISBN 978-4-8401-4305-9
  2. 2012年3月23日発売[6]、ISBN 978-4-8401-4530-5
  3. 2012年8月24日発売[7]、ISBN 978-4-8401-4678-4
  4. 2012年12月25日発売[8]、ISBN 978-4-8401-4937-2
  5. 2013年3月25日発売[9]、ISBN 978-4-8401-5138-2
  6. 2013年9月25日発売[10]、ISBN 978-4-8401-5284-6
  7. 2014年1月9日発売[11]、ISBN 978-4-04-066205-3
  8. 2014年3月25日発売[12]、ISBN 978-4-04-066378-4
  9. 2014年8月25日発売[13]、ISBN 978-4-04-066953-3
  10. 2015年1月31日発売[14]、ISBN 978-4-04-067313-4
  11. 2015年4月24日発売[15]、ISBN 978-4-04-067472-8
  12. 2015年9月25日発売[16]、ISBN 978-4-04-067747-7

### 漫画
- スズキヒサシ（原作）・瑠奈璃亜（キャラクター原案）・伊吹有（作画） 『魔法戦争』 メディアファクトリー→KADOKAWA〈MFコミックス〉、全6巻
  1. 2013年9月30日初版第一刷発行（9月27日発売[17]）、ISBN 978-4-8401-5317-1
  2. 2014年1月16日初版第一刷発行（1月9日発売[18]）、ISBN 978-4-0406-6241-1
  3. 2014年3月31日初版第一刷発行（3月27日発売[19]）、ISBN 978-4-0406-6512-2
  4. 2014年8月31日初版第一刷発行（8月27日発売[20]）、ISBN 978-4-0406-6839-0
  5. 2015年1月31初版第一刷発行（1月27日発売[21]）、ISBN 978-4-0406-7254-0
  6. 2015年8月31日初版第一刷発行（8月27日発売[22]）、ISBN 978-4-0406-7579-4

## テレビアニメ

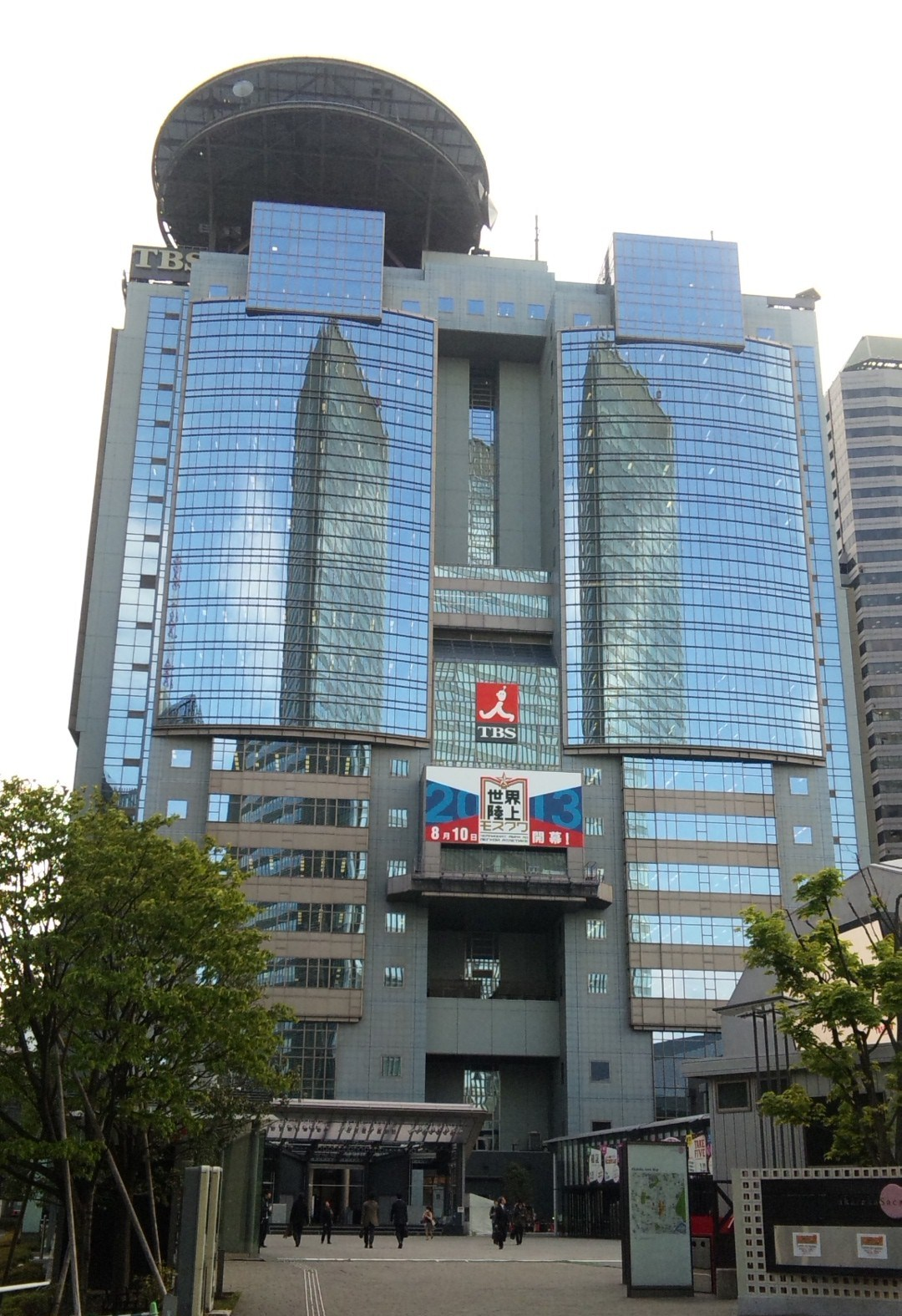
第10話で登場したTBS放送センター（東京都港区）。

2013年7月に開催されたイベント「MF文庫J 夏の学園祭2013」にてアニメ化が発表され、2014年1月より3月までTBSほかにて放送された。

### スタッフ
- 原作 - スズキヒサシ（MF文庫J『魔法戦争』 / KADOKAWA メディアファクトリー刊）[3]
- 原作イラスト - 瑠奈璃亜[3]
- 監督 - 佐藤雄三[3]
- シリーズ構成 - ふでやすかずゆき[3]
- キャラクターデザイン・総作画監督 - 江畑諒真[3]
- メインアニメーター - 小島崇史[3]
- プロップデザイン - 堀内博之[3]、山口仁七[3]
- 美術監督 - 河野次郎[3]
- 色彩設定 - 濱岡幸治[3]
- 撮影監督 - 荒幡和也[3]
- 編集 - 塚常真理子[3]
- 3DCGディレクター - さいとうつかさ[3]
- 音響監督 - 菅原輝明[3]
- 音響プロデューサー - 野崎圭一[3]
- 音楽 - 甲田雅人[3]
- 音楽製作 - フライングドッグ[3]
- プロデューサー - 田中豪[3]、神長敬祐[3]、伊藤誠[3]、小松茂明[3]、石塚正俊[3]、田口亜有理[3]
- チーフアニメーションプロデューサー - 豊田智紀
- アニメーションプロデューサー - 角木卓哉[3]
- アニメーション制作 - マッドハウス[3]
- 製作協力 - KADOKAWA[3]、フライングドッグ[3]、ソニー・ミュージックコミュニケーションズ[3]、マッドハウス[3]
- 製作 - すばる魔法学院[3]、TBS[3]

### 主題歌
オープニングテーマ「閃光のPRISONER」
作詞 - 唐沢美帆 / 作曲 - 母里治樹（Elements Garden） / 編曲 - 岩橋星実（Elements Garden） / 歌 - 南里侑香
エンディングテーマ「Born to be」
作詞・歌 - ナノ / 作曲・編曲 - WEST GROUND
挿入歌「Destiny chain」（10話）
作詞・作曲・編曲 - ゆよゆっぺ / 歌 - 七瀬武（宮野真守）

### 各話リスト
| 話数 | サブタイトル         | 脚本             | 絵コンテ   | 演出       | 作画監督                                                         |
| ---- | -------------------- | ---------------- | ---------- | ---------- | ---------------------------------------------------------------- |
| 1    | 真夏の魔法少女       | ふでやすかずゆき | 佐藤雄三   | 真野玲     | 江畑諒真                                                         |
| 2    | もうひとつの世界     | ふでやすかずゆき | 田所修     | 箕ノ口克己 | Lee Jaemin、Kim Jeongwoo Huh Gidong                              |
| 3    | 魔法学院と恋占い     | 村上桃子         | 工藤利春   | 八谷賢一   | 星野真澄、服部憲知 永山恵                                        |
| 4    | 崩壊世界の六と十     | ハラダサヤカ     | 川口敬一郎 | 澤井幸次   | 山口仁七、王國年                                                 |
| 5    | 魔法試験と冬休み     | ふでやすかずゆき | 伊藤達文   | 政木伸一   | 青山まさのり、鈴木奈都子                                         |
| 6    | 激闘と奪還           | 村上桃子         | 小島正士   | 真野玲     | 東島久志、緒方歩惟 高田晴仁、王國年 河田泉、前田義宏 岡郁美      |
| 7    | 魔剣の秘密           | ハラダサヤカ     | 田所修     | 村山靖     | 山崎愛                                                           |
| 8    | ウィザードブレスの闇 | 石野敦夫         | 伊藤尚往   | 伊藤尚往   | 垪和等                                                           |
| 9    | 崩壊への序曲         | 石野敦夫         | 坂本一也   | 八田洋介   | 王國年、前田義宏 高田晴仁、東島久志 岡郁美                       |
| 10   | 消された境界         | ハラダサヤカ     | 小島正士   | 佐藤雄三   | PARK I NAM、NAM HYUN SIK KIM HYEON OK、YU HYUN JIN KIM BONG DEOK |
| 11   | ペンドラゴンの決戦   | 村上桃子         | 田所修     | 間島崇寛   | 谷口宏美                                                         |
| 12   | 世界からの消失       | 村上桃子         | 佐藤雄三   | 真野玲     | 王國年、垪和等 東島久志、高田晴仁 岡郁美、前田義宏 江畑諒真      |

### 放送局

#### 日本国内
| 放送地域   | 放送局             | 放送期間                | 放送日時                     | 放送系列       | 備考             |
| ---------- | ------------------ | ----------------------- | ---------------------------- | -------------- | ---------------- |
| 関東広域圏 | TBSテレビ          | 2014年1月10日 - 3月28日 | 金曜 1:28 - 1:58（木曜深夜） | TBS系列        | 製作局           |
| 近畿広域圏 | 毎日放送           | 2014年1月14日 - 4月1日  | 火曜 2:55 - 3:25（月曜深夜） | TBS系列        |                  |
| 中京広域圏 | 中部日本放送       | 2014年1月17日 - 4月4日  | 金曜 2:38 - 3:08（木曜深夜） | TBS系列        |                  |
| 日本全域   | BS-TBS             | 2014年1月19日 - 4月6日  | 日曜 1:00 - 1:30（土曜深夜） | BSデジタル放送 |                  |
| 日本全域   | バンダイチャンネル | 2014年1月21日 - 4月8日  | 火曜 12:00 更新              | ネット配信     |                  |
| 日本全域   | ニコニコチャンネル | 2014年1月27日 - 4月14日 | 月曜 0:00 更新（日曜深夜）   | ネット配信     |                  |
| 日本全域   | TBSチャンネル1     | 2014年2月1日 - 4月19日  | 土曜 22:00 - 22:30           | CS放送         | リピート放送あり |
| 日本全域   | dアニメストア      | 2014年2月3日 - 4月21日  | 月曜 12:00 更新              | ネット配信     |                  |

#### 日本国外
| 放送地域 | 放送局  | 放送期間               | 放送日時                     | 放送系列                                 | 備考           |
| -------- | ------- | ---------------------- | ---------------------------- | ---------------------------------------- | -------------- |
| 韓国全域 | ANIPLUS | 2014年1月14日 - 4月1日 | 火曜 0:30 - 1:00（月曜深夜） | CS放送・IP放送 ケーブルテレビ ネット配信 | 韓国語字幕あり |

### 関連商品

#### BD / DVD
| 巻 | 発売日         | 収録話          | 規格品番  | 規格品番  |
| 巻 | 発売日         | 収録話          | BD        | DVD       |
| -- | -------------- | --------------- | --------- | --------- |
| 1  | 2014年4月18日  | 第1話 - 第2話   | ZMXZ-9161 | ZMBZ-9171 |
| 2  | 2014年5月28日  | 第3話 - 第4話   | ZMXZ-9162 | ZMBZ-9172 |
| 3  | 2014年6月25日  | 第5話 - 第6話   | ZMXZ-9163 | ZMBZ-9173 |
| 4  | 2014年7月30日  | 第7話 - 第8話   | ZMXZ-9164 | ZMBZ-9174 |
| 5  | 2014年8月27日  | 第9話 - 第10話  | ZMXZ-9165 | ZMBZ-9175 |
| 6  | 2014年12月24日 | 第11話 - 第12話 | ZMXZ-9166 | ZMBZ-9176 |

#### CD
| 発売日        | タイトル                            | 規格品番   |
| ------------- | ----------------------------------- | ---------- |
| 2014年3月12日 | 魔法戦争キャラクターCD I            | VTCL-60364 |
| 2014年3月12日 | 魔法戦争キャラクターCD II           | VTCL-60370 |
| 2014年3月12日 | 魔法戦争 オリジナルサウンドトラック | VTCL-35178 |
| 2014年4月23日 | 魔法戦争キャラクターCD III          | VTCL-60371 |
| 2014年4月23日 | 魔法戦争キャラクターCD IV           | VTCL-60372 |

### Webラジオ
ラジオ魔法戦争
2013年12月26日から2014年5月29日まで音泉にて配信されたWebラジオ番組。パーソナリティは東山奈央（相羽六 役）、瀬戸麻沙美（五十島くるみ 役）。
ラジオ魔法戦争〜番外編〜
2014年6月26日から8月7日まで音泉にて配信されていたWebラジオ番組。隔週木曜日配信。パーソナリティは東山奈央、高橋美佳子（四条桃花 役）。

## ゲーム
『魔法戦争 〜もうひとりの転校生〜』は、iOS端末用に2014年3月27日から、Android端末用に2014年6月20日から配信されたスマートフォンゲーム。ジャンルはRPG。2015年1月14日をもってサービス終了。